# Sent Vincenç de Pertinhàs
Sent Vincenç de Pertinhàs (en francès Saint-Vincent-de-Pertignas) és un municipi francès situat al departament de la Gironda i a la regió de la Nova Aquitània.

## Demografia
| 1962                                       | 1968 | 1975 | 1982 | 1990 | 1999 | 2007 |
| ------------------------------------------ | ---- | ---- | ---- | ---- | ---- | ---- |
| 436                                        | 442  | 382  | 396  | 377  | 369  | 331  |
| Des de 1962: població sense dobles comptes |      |      |      |      |      |      |

## Administració
| Període | Identitat       | Partit |
| ------- | --------------- | ------ |
| 2001-   | Pierre Gauthier |        |